# 霍爾崖
71°59′S 68°37′W / 71.983°S 68.617°W
霍爾崖（英語：Hall Cliff）是南極洲的懸崖，位於亞歷山大一世島東部，處於土星冰川南崖，長2公里，根據美國探險隊拍攝的空中照片繪入地圖，現時由南極條約體系管理。